# Erik Bertil Holmberg
Erik Bertil Holmberg (Tofteryd, 13. studenog 1908. – Partille, 2. ožujka 2000.), švedski astronom.

## Životopis
Doktorirao 1937. godine na Sveučilištu Lund na proučavanju dvostrukih i višestrukih galaktika pod vodstvom Knuta Lundmarka. Bio je profesor na Opservatoriju Sveučilišta Lund i kasnije profesor i ravnatelj Astronomskoga opservatorija Sveučilišta Uppsala.

## Znanstveni rad
Pokazao je da se galaktike često pojavljuju u skupinama ili parovima i shvatio je da bi bilo moguće, pomoću statistike, odrediti mase galaktičkih parova na temelju poznavanja radijalnih brzina komponenata, te je ta metoda zadobila velik značaj u vangalaktičkim istraživanjima. Promatranja su također rezultirala otkrićem da se satelitske galaktike često kreću po određenim putanjama, "Holmbergov efekt".
Proučavajući podrijetlo i evoluciju galaktičkih parova, objavio je 1941. godine svoje, možda, najoriginalnije djelo o efektima galaktika u međudjelovanju. Eksperiment mu se sastojao od žarulja koje su predstavljale raspodjelu zvijezda u galaksiji, a gravitaciju je predstavljao intenzitet svjetlosti. "Gravitacijske" sile mjerio je fotoćelijama i, korak po korak, mogao je pratiti što se događa kad galaktike prolaze jedna blizu druge. Jedan od zaključaka bio je taj da se galaktike često spajaju u jednu jedinu veću galaksiju i trebalo je proći još 30-ak godina da se proizvedu odgovarajuća računala koja su potvrdila ovaj rezultat.
Holmberg je bio vješt promatrač i započeo je u 1940-ima s razvojem suvremenih metoda mjerenja galaktičkih magnituda s fotografskih ploča. Često korištena standardna mjera "Holmbergov promjer" (promjer galaktike iz izofote, koji predstavlja plavu magnitudu od 26,5 po sfernoj sekundi) rezultat je iz tog perioda. Djelo je objavljeno kao veliki katalog galaktika i taj je njegov katalog naširoko korišten u vangalaktičkim istraživanjima, kao, na primjer, u mnogim statističkim proučavanjima prostorne gustoće različitih tipova galaktika ("Funkcija luminoziteta"). Holmberg je otkrio korelaciju između galaktičkih magnituda i boja ("Holmbergova relacija") i dokazao da su eliptične galaksije starije od spiralnih galaksija.
Od 1940-ih pa do kraja 1960-ih često se bavio istraživanjima i držanjem predavanja na opservatorijima Mount Wilson i Mount Palomar. Simpozij broj 44. Međunarodne astronomske unije, "Vanjske galaktike i kvazi-zvjezdani objekti" (1970.) organizirao je Holmberg u Uppsali. Taj je skup znatno proširio zanimanje za vangalaktičku astronomiju u Švedskoj.
Dva projekta što ih je pokrenuo u kasnijim godinama svojega života rezultirala su katalogom UGC – Općim ktalogom galaktika Uppsala, (Nilson, 1973.) i Pregledom i atlasom ESO(B) (Lauberts, 1982.)

## Poveznice
- Klasificiranje galaksija#Holmbergova klasifikacija